# 겔라 두에
겔라 마호 루이 두에(프랑스어: Guéla Maho Lewis Doué, 2002년 10월 17일 ~ )는 리그 1의 스트라스부르에서 라이트백으로 뛰는 코트디부아르의 프로 축구 선수이다. 프랑스 태생인 그는 코트디부아르 국가대표팀에서 뛰고 있다.

## 구단 경력

### 초기 경력
8살 때 스타드 렌에 입단한 겔라 두에는 2002년 에두아르도 카마빙가, 브란돈 소피, 조르지뇨 뤼터 등으로 구성된 세대에 속했다. 그는 2020-21년 시즌부터 렌 나시오날 3 리저브에서 뛰기 시작했다.
그 젊은 수비수는 2021년 11월 18일에 클럽과 첫 프로 계약을 체결했다. 그러나 그의 2021-22년 시즌 진행은 심각한 부상으로 중단되었고, 2022년 5월에야 예비 선수로 복귀했으며, 브리타니 그룹에서 간신히 1위를 차지한 후 나시오날 2로 승격하는 데 도움을 주었다.

### 렌
두에는 2022년 여름 친선 경기에서 1군 데뷔 전을 치렀고, 그의 동생 데지레와 함께 캉을 상대로 그라운드를 누볐다.
2023년 1월 17일, 브뤼노 제네시오의 감독 하에 리그 1에서 여러 차례 벤치를 지켰던 겔라는 2025년까지 구단과 계약을 연장했다.
그는 2023년 2월 1일, 3-0으로 이긴 스트라스부르와의 리그 경기에서 리그 1 경기에서 도움을 기록하고 골을 넣은 최연소 선수가 된 동생을 대신해 늦게 교체 투입되며 성인 무대 데뷔 전을 치렀다.

### 스트라스부르
2024년 7월 26일, 두에는 2029년까지 계약을 맺으며 스트라스부르에 입단했다.

## 국가대표팀 경력
프랑스에서 태어난 두에는 혈통상 코트디부아르 출신이다. 그는 2023년 3월에 코트디부아르 U-23에 소집되어 일련의 경기를 치렀다.
두에는 2024년 3월 23일, 베냉과의 친선 경기에서 코트디부아르 국가대표팀 데뷔 전을 치렀다.
3일 후, 그는 우루과이와의 친선 경기에서 84분에 첫 국가대표팀 골을 넣었는데, 이 골은 2-1로 승리한 것이다.

## 사생활
두에의 동생 데지레와 그의 사촌 얀 보호, 마르크올리비에 두에도 프로 축구 선수이다.